# 拉斯穆·巴多林
拉斯穆·巴多林（Rasmus Bartholin，/bɑːrˈtoʊlɪn, ˈbɑːrtəlɪn/；1625年8月13日—1698年11月4日）是丹麥的科學家及物理學家。他在歐洲旅行長達十年之久。他是哥本哈根大學的教授，一開始研究地質學，後來研究醫學。他是托马斯·巴托林的弟弟。
拉斯穆·巴多林在1669年發現了光束通過冰洲石（方解石）時會出現雙折射現象，當時他發表了一篇論文，針對此現象有精確的描述。不過當時科學界對光的物理特性還沒有充分瞭解，他也無法關解釋此現象。一直要到1801年托马斯·杨提出光的波動理論後，才能說明此現象。

## 外部連結
- "De figura nivis". In Thomas Bartolin, De nivis usu medico observationes variae. Accessit D. Erasmi Bartholini de figura nivis dissertatio，第PA241頁，載於Google圖書. Copenhagen: P. Haubold, 1661
- 約翰·J·奧康納; 埃德蒙·F·羅伯遜, ,  （英语）
- http://www.experiencefestival.com/erasmus_bartholinus/articleindex%5B%5D
- http://www.britannica.com/EBchecked/topic/54330/Erasmus-Bartholin （页面存档备份，存于）
- http://www.worldcat.org/identities/lccn-n93-3891 （页面存档备份，存于）
- http://www-history.mcs.st-and.ac.uk/Biographies/Bartholin.html （页面存档备份，存于）